# بلدة فان بيورين تشارتر (ميشيغان)
فان بيورين تشارتر (بالإنجليزية: Van Buren Charter Township, Michigan)‏ هي بلدة تقع في مقاطعة وين (ميشيغان) بولاية ميشيغان في الولايات المتحدة. تبلغ مساحتها 92.7 (كم²)، وترتفع عن سطح البحر 208 م، بلغ عدد سكانها 28821 نسمة في عام 2010 حسب إحصاء مكتب تعداد الولايات المتحدة .

## وصلات خارجية
- - The US50 - Cities and Towns in Michigan State
- Michigan Cities and Towns, Facts, Map, Flag, Colleges, Government, and More